# (468413) 2016 GH191
(468413) 2016 GH191 es un asteroide perteneciente al cinturón de asteroides, descubierto el 1 de julio de 2008 por el equipo Spacewatch desde el Observatorio Nacional de Kitt Peak (Arizona, Estados Unidos).